# 陳大年 (知縣)
陳大年，四川營山人，清朝政治人物。舉人出身。
乾隆四十九年十二月，接替黄玉瑚。擔任江蘇荆溪縣知縣。后由福綸布接任。